# Синагога (Канів)

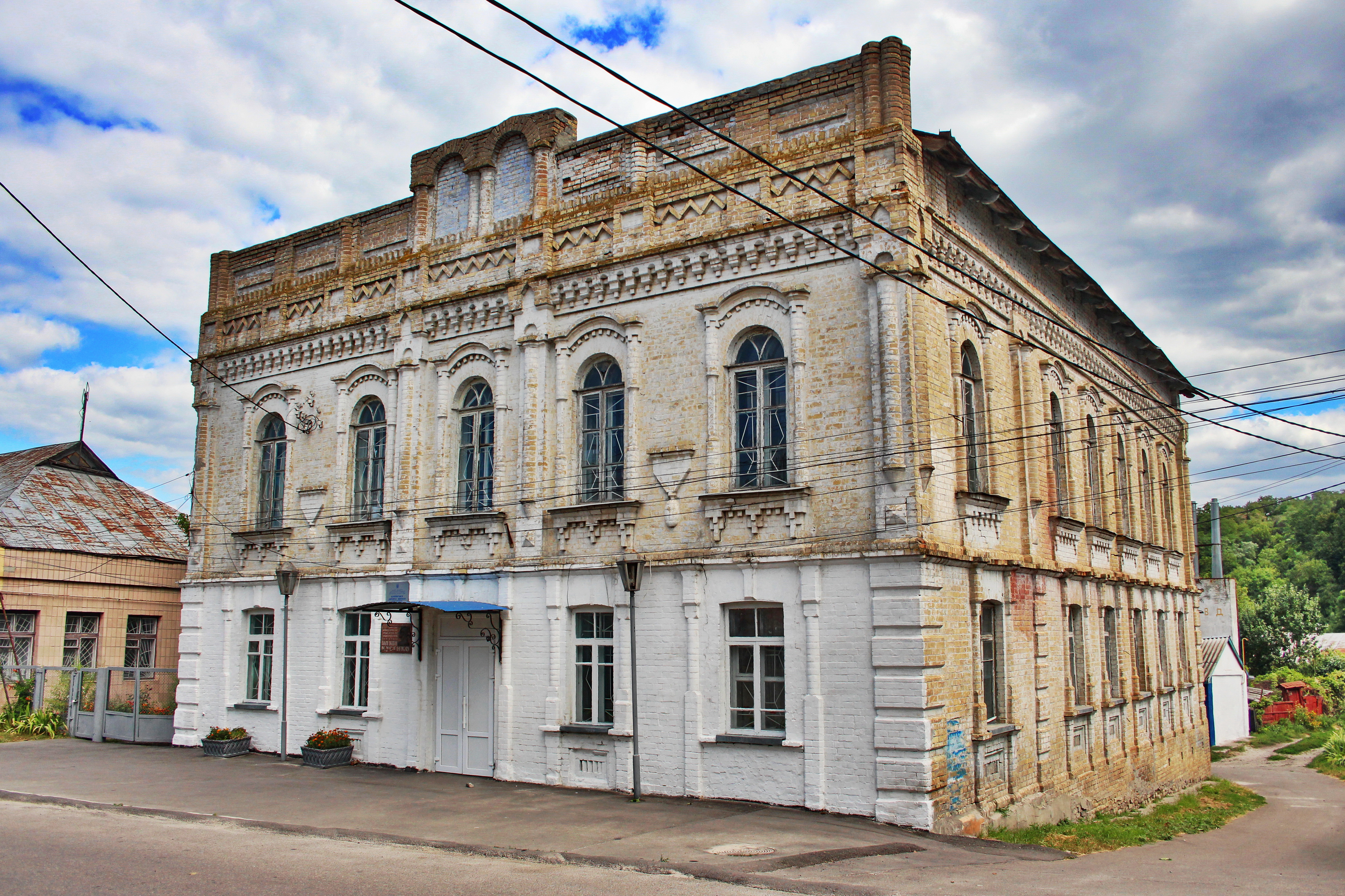
Синагога Канів

Синагога «Шил», єврейський молитовний будинок — споруда XX століття, побудована у м. Канів Черкаської області по вулиці Вороновській як єврейський молитовний дім.

## Історія
Будівля була створена на початку XX століття з дотриманням усіх будівельних норм та правил.
У 1920-х роках у Каневі діяли синагога і два єврейські молитовні будинки. У квітні 1930 року синагога «Шил» була закрита.
Як сказано у постанові Президії Шевченківського окружного виконавчого комітету, ліквідація відбулася «згідно з клопотанням більшості єврейського населення Канева». Згодом приміщення переобладнали під культурно-освітню установу. Спочатку у будівлі колишньої синагоги розташувалося Канівське культурно-освітнє училище, а 50 років тому приміщення було передане Канівській дитячій музичній школі.
У 1990-х роках постало питання про повернення культової споруди іудейській громаді. Проте це виявилося неможливим. По-перше, приміщення використовується дітьми і належить територіальній громаді, по-друге, нечисленній іудейській общині (близько ста осіб) не під силу утримувати двоповерхове приміщення площею більше 800 квадратних метрів. Як альтернативу, міська влада запропонувала іудеям одноповерхове приміщення неподалік, площею 50 квадратних метрів.
З кожним роком клопотів щодо збереження і утримання приміщення колишньої синагоги стає все більше.